# صدر بارخان
صدر بارخان (به انگلیسی: Saddar Barkhan) یک منطقهٔ مسکونی در پاکستان است که در ناحیه بارخان واقع شده‌است.